# 恋するふたり (大滝詠一の曲)
「恋するふたり」（こいするふたり）は、2003年5月21日に発売された大滝詠一通算15作目のシングル。Sony Records（現：ソニー・ミュージックレーベルズ）から発売された。

## 解説
フジテレビ系ドラマ『東京ラブ・シネマ』の主題歌として制作された。前曲『幸せな結末』以来約6年ぶりの新曲。ワーキング・タイトルは松田聖子への提供曲「風立ちぬ」の春版として、「春立ちぬ」と名づけられていた。
ブルー・レーベル、『A LONG VACATION』と「幸せな結末」の広告カード入り。当時SMEが導入していた“レーベルゲートCD”への対応策として、音楽トラックのほかにパソコン用プログラム「ナイアガラフォト」を収録したCD EXTRA仕様（音声未収録）。
本作リリース時、大滝は「1990年代に作ったのは2曲（「幸せな結末」と「Happy Endで始めよう」）、2000年代は1曲（「恋するふたり」）だから、2010年代は0曲だろう」と語っていたが、2013年12月の死去により最後の作品となった（他ミュージシャンへの参加曲を含めると、2003年10月29日にリリースされた竹内まりやのアルバム『Longtime Favorites』収録の「恋のひとこと (SOMETHING STUPID)」がリアルタイムでの最後の公式発表曲）。

## 収録曲
1. 恋するふたり  –  (4:26)  OT-17
フジテレビ系ドラマ『東京ラブ・シネマ』主題歌
2. 恋するふたり (STRINGS VERSION)  –  (4:37)  TB-15
作詞：多幸福、作曲：大瀧詠一、編曲：井上鑑

## クレジット
- PRODUCER : EIICHI OHTAKI
- ENGINEER : TAMOTSU YOSHIDA

## リリース日一覧
| 地域 | タイトル                                      | リリース日    | レーベル年             | 規格 | カタログ番号 | 備考           |
| ---- | --------------------------------------------- | ------------- | ---------------------- | ---- | ------------ | -------------- |
| 日本 | 恋するふたり / 恋するふたり (STRINGS VERSION) | 2007年9月21日 | NIAGARA ⁄ Sony Records | CD   | SRCL 5555    | CD EXTRA仕様。 |